# Bramayugam
Bramayugam é um filme de terror folclórico indiano de 2024, escrito e dirigido por Rahul Sadasivan e produzido em conjunto pela YNOT Studios e Night Shift Studios. O filme é estrelado por Mammootty, Arjun Ashokan e Sidharth Bharathan. Ele contém elementos de mistério sagrado, mito e folclore de Kerala.
Bramayugam foi lançado em 15 de fevereiro de 2024 em preto e branco. Recebeu críticas positivas dos críticos, com elogios às performances do elenco, cinematografia, design de som, trilha sonora e design de produção. O filme foi um sucesso de bilheteria, arrecadando mais de ₹ 85 crore e se tornou um dos filmes em língua malaiala de maior bilheteria de 2024.

## Enredo
No século XVII, Malabar, Thevan e Koran escapam das garras do tráfico de escravos português em Ponnani e fogem para o leste. À noite, eles acampam nas margens do rio Bharathappuzha, mas Koran é morto por um Yakshi. Thevan foge, descobrindo um mana abandonado pela manhã. Ao roubar um coco, ele é apreendido pelo cozinheiro da casa. Ele é levado perante o senhor do mana, Kodumon Potti, que pergunta sobre seu paradeiro e, ao saber que ele é um Paanan, pede que ele cante uma canção.

## Elenco
- Mammootty como Kodumon Potti
- Arjun Ashokan como Thevan, um cantor folk paanan
- Sidharth Bharathan como cozinheiro de Kodumon Potti
- Amalda Liz como Yakshi
- Manikandan R. Achari como Koran, amigo de Thevan

## Produção

### Desenvolvimento
Em agosto de 2023, foi relatado que Mammootty e Arjun Ashokan estavam colaborando pela primeira vez para um filme de suspense de terror. O filme é dirigido por Rahul Sadasivan. Em 17 de agosto de 2023, Mammootty compartilhou um pôster com uma mansão mal-assombrada e revelou que as filmagens do filme haviam começado.
Intitulado Bramayugam, o filme foi lançado por ocasião do Chingam 1. Chakravarthy Ramachandra lançou uma produtora exclusivamente para filmes de terror, Night Shift Studios, estreando com Bramayugam. O filme foi roteirizado por Rahul Sadasivan e o romancista TD Ramakrishnan escreveu os diálogos. No lançamento, Sadasivan observou que a história está "enraizada na idade das trevas de Kerala".
Shehnad Jalal foi anunciado como o diretor de fotografia e Christo Xavier como o diretor musical, enquanto Jothish Shankar trabalhou no filme como designer de produção. Sadasivan revelou que escreveu Bramayugam antes de Bhoothakalam durante a pandemia de COVID-19, e levou oito meses para concluí-lo. TD Ramakrishnan o ajudou a desenvolver o roteiro e a tornar o diálogo matizado para se adequar ao período em que a história se passa. Como o filme se passa no século XVII e é um filme de época, ele o concebeu em formato preto e branco.

### Escolha do elenco
Os membros do elenco anunciados durante o lançamento do filme incluíam Arjun Ashokan, Sidharth Bharathan e Amalda Liz. Alegadamente, Mammootty assume o papel do antagonista, que alocou 30 dias para o filme, enquanto Arjun Ashokan retrata o protagonista com 60 dias alocados para o filme. Em setembro de 2023, os Makers revelaram um pôster especial de primeira vista de Mammootty em seu aniversário e, de acordo com relatos, ele interpretaria um personagem que pratica magia negra no filme.

### Filmagens
As filmagens principais do projeto começaram em 17 de agosto de 2023, coincidindo com o primeiro dia do Ano Novo de Kerala. As filmagens começaram no MJI Studios de Kochi com uma cerimônia de pooja habitual. O filme foi rodado em várias cidades de Kerala, incluindo Ottapalam, Athirapally e Kochi. Mammootty terminou de filmar suas partes em 16 de setembro. As filmagens terminaram em 18 de outubro de 2023.

## Música
A música do filme foi composta por Christo Xavier. Din Nath Puthenchery, Ammu e Maria Alex escreveram as letras.

## Lançamento
O filme foi lançado nos cinemas em 15 de fevereiro de 2024 no formato preto e branco. As versões dubladas do filme em hindi, tâmil, télugo e canarim foram lançadas em 23 de fevereiro de 2024.
Na mídia doméstica, estreou na SonyLIV em 15 de março de 2024.

## Recepção

### Resposta crítica
Bramayugam recebeu críticas positivas, especialmente pelo elenco, design de produção, trilha sonora, design de som e cinematografia.
Akshay PR, da DT Next, avaliou 4 de 5 e escreveu: "O diretor Rahul Sadasivan está mais uma vez explorando o tema da mansão mal-assombrada, mas é bem diferente de seu filme anterior Bhoothakalam, pois era mais sobre lidar com nosso próprio passado; no entanto, Bramayugam é mais um filme em preto e branco, no gênero de terror e suspense para explorar o padrão de poder na história." Nikhil Sebastian, da Pinkvilla, avaliou 4 de 5 e vereditou: "Bramayugam se destaca como uma joia cinematográfica que transcende o gênero de terror típico. Com uma mistura cativante de mistério, drama e o rico folclore mítico de Kerala, ele oferece uma narrativa envolvente que cativa o público". Sanjith Sidhardhan, do OTTplay, avaliou com 3,5 de 5 e comentou: "O Bramayugam de Mammootty se beneficia ricamente de seu roteiro envolvente, cinematografia e performances, o que faz o espectador esquecer que é um filme em preto e branco e permite que você aproveite a magia do cinema."
Em crítica para o The News Minute, Sukanya Shaji declarou: "O coração deste thriller de terror monocromático é, claro, Mammootty. Enquanto Potti faz seu estômago revirar de desgosto, Mammootty faz você querer aplaudir sua versatilidade como artista. Arjun Asokan e Sidharth Bharathan talvez tenham mais tempo de tela do que Mammootty, e fazem bom uso dele, embora algumas cenas façam você pensar que os personagens poderiam ter se beneficiado da habilidade experiente de atores mais experientes." Vignesh Madhu, do New Indian Express, avaliou 3,5/5 e comentou, "Enquanto Bhoothakaalam viu Rahul habilmente lidando com psicologia e elementos sobrenaturais, ele mistura folclore e horror em Bramayugam para criar uma atmosfera aterrorizante onde quase todo momento é um evento. Nirmal Jovial do The Week avaliou 4 de 5 e veredito, "Bramayugam tem uma grande dependência da narrativa visual, mas sua memorabilidade não é derivada de truques visuais ou sustos repentinos. Em vez disso, é a intrincada construção do mundo orquestrada por Sadasivan, com apoio significativo de Ramakrishnan, dentro de um cenário confinado, mas evocativo, que realmente cativou este crítico."
A Firstpost avaliou com 3/5 e comentou, "O que realmente faz o filme ser um sucesso é a atuação dos atores principais. Mammootty está dando tudo de si com suas escolhas fora da caixa porque este é provavelmente o personagem mais sinistro e assustador que eu já o vi interpretar. Tudo sobre este filme é experiencial. Começando pelo interior escuro dos cinemas até o som e a música do filme. É etéreo como todos os aspectos do filme se unem para alcançar este feito. Janani K, do India Today, avaliou o filme com 3/5 e disse, "Bramayugam, com uma história intrigante, oferece uma experiência envolvente. E Mammootty ataca mais uma vez". Arun Antony, do Deccan Herald, avaliou com 4/5 e comentou, "Arjun Ashokan surpreende como o paanan, mas Siddharth Bharathan se destaca como o cozinheiro. No geral, Bramayugam deixa uma impressão duradoura e qualquer um que seja fã de Tumbbad deve assisti-lo". Anna Mathews, do The Times of India, avaliou 3,5/5 e escreveu: "O roteiro, a direção e a direção de arte cultivam o mistério e tornam o filme assustador. Mas a história com pedaços de política de classe e filosofia religiosa às vezes carece de um fluxo e não deixa as coisas muito claras." Resenhando para Onmanorama, Swathi P Ajith escreveu: "O filme mescla perfeitamente elementos de terror, suspense e conto popular, com o horror sutilmente entrelaçado nas sombras e sons. Em vez de depender de sustos repentinos, o filme cria uma atmosfera claustrofóbica, construindo gradualmente uma sensação de terror." Analisando o filme para Onmanorama, Sajesh Mohan escreveu sobre a política de poder retratada no filme, "Bramayugam de Rahul e My Dear Kuttichathan de Jijo retratam as táticas de manipulação de pessoas sedentas de poder que enredam deuses e semideuses como Chathan, Karinkali, Yakshi etc., explorando suas vulnerabilidades para incutir medo e exercer controle sobre outros seres."

### Bilheteria
O filme arrecadou ₹ 3 crore em Kerala no dia de estreia e arrecadou mais de ₹ 32 crore (US$ 3,8 milhões) globalmente no primeiro fim de semana. Nos três dias seguintes, ultrapassou ₹ 46 crore (US$ 5,5 milhões) nas bilheterias. No décimo primeiro dia, o filme entrou no clube de ₹ 50 crore (US$ 6,0 milhões). O Times of India relatou que a arrecadação mundial é de ₹ 52,2 crore (US$ 6,3 milhões) e a arrecadação no exterior está em ₹ 24 crore (US$ 2,9 milhões) em quinze dias.